# Limnomys
Genre
Limnomys est un genre de rongeurs de la sous-famille des Murinés. Il est endémique de Mindanao aux Philippines.

## Liste des espèces
- Limnomys sibuanus Mearns, 1905
- Limnomys bryophilus Rickart, Heaney & Tabaranza, 2003